# James Morrison (sanger)
 For alternative betydninger, se James Morrison. (Se også artikler, som begynder med James Morrison)
James Morrison Catchpole (født 13. august 1984) er en engelsk sanger, sangskriver og guitarist. Han slog igennem med sin debutsingle "You Give Me Something" i 2006, som nåede top 5 på UK Singles Chart, og blev certificeret platin af British Phonographic Industry (BPI), og blev et hit i flere europæiske lande. Efter denne succes skrev han kontrakt med Polydor Records og udgav sit debutalbum Undiscovered (2006), som toppede UK Albums Chart. Ved Brit Awards 2007 vandt Morrison Brit Award for Best British Male og var yderligere nomineret til British Breakthrough Act og Song of the Year.
Hans andet album, Songs for You, Truths for Me (2008), kom ind i top 5 på UK Albums Chart og nåede førstepladsen på Irish Albums Chart. Fra albummet kom singlerne "You Make It Real" og "Broken Strings" (featuring Nelly Furtado), der begge nåede ind i top 10 på UK Singles Chart. Efter udgivelsen skrev han ny kontrakt med Island Records. Hans tredje album, The Awakening (2011), toppede ligeledes den britiske albumhitliste, mens hans fjerde album, Higher Than Here (2015) nåede top 10.
Udover sin indspilningskarriere har Morrison skrevet sange for andre kunstnere inklusive Demi Lovato, Olly Murs, Kelly Clarkson og Clay Aiken. I 2010 skrev han singlen "Quello che dai" til den italienske sanger Marco Carta, der debuterede som nummer 1 på den italienske singlehitliste.

## Diskografi
- Undiscovered (2006)
- Songs for You, Truths for Me (2008)
- The Awakening (2011)
- Higher Than Here (2015)
- You're Stronger Than You Know (2019)